# Caracalla-Therme

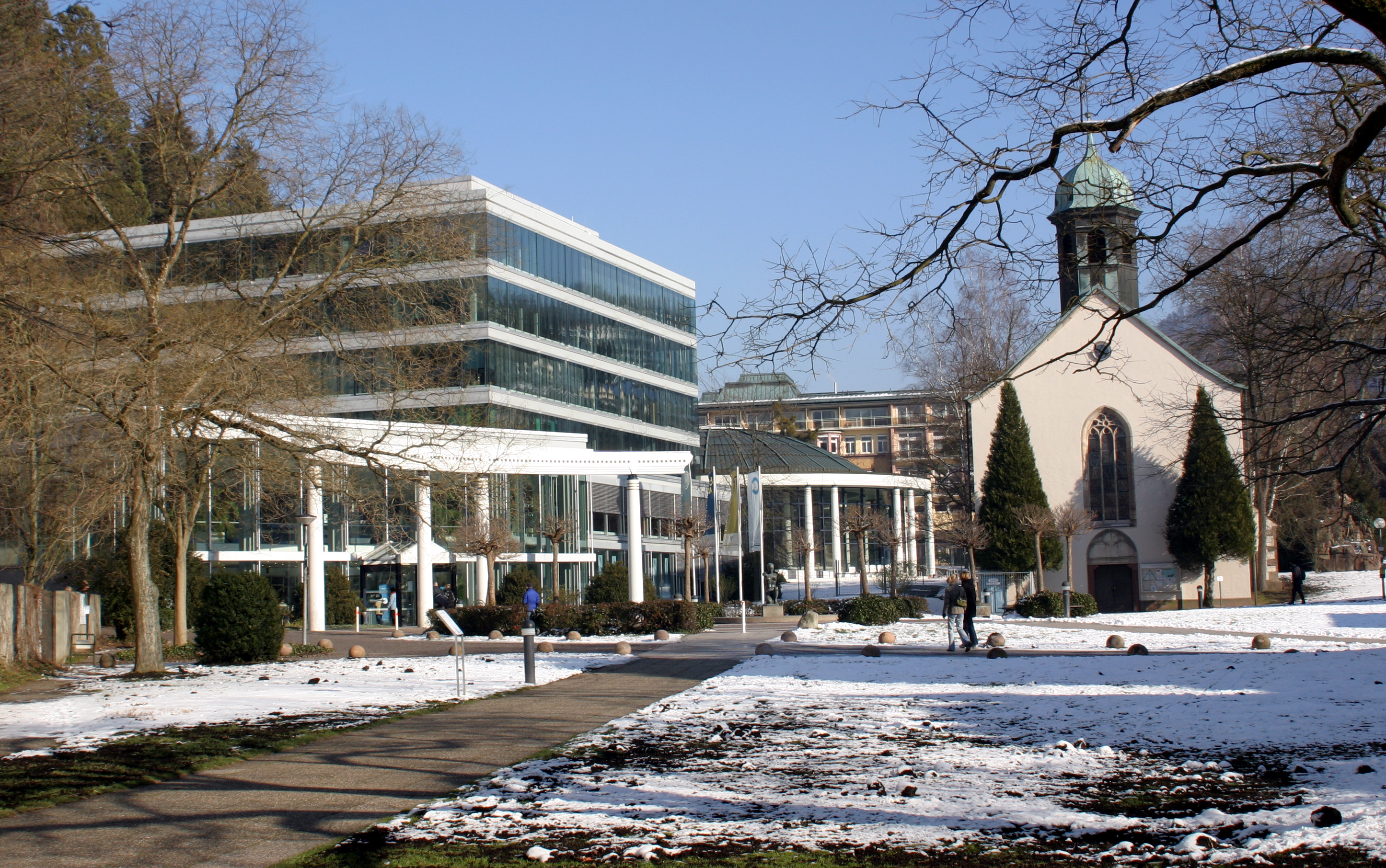
Caracalla-Therme und Spitalkirche

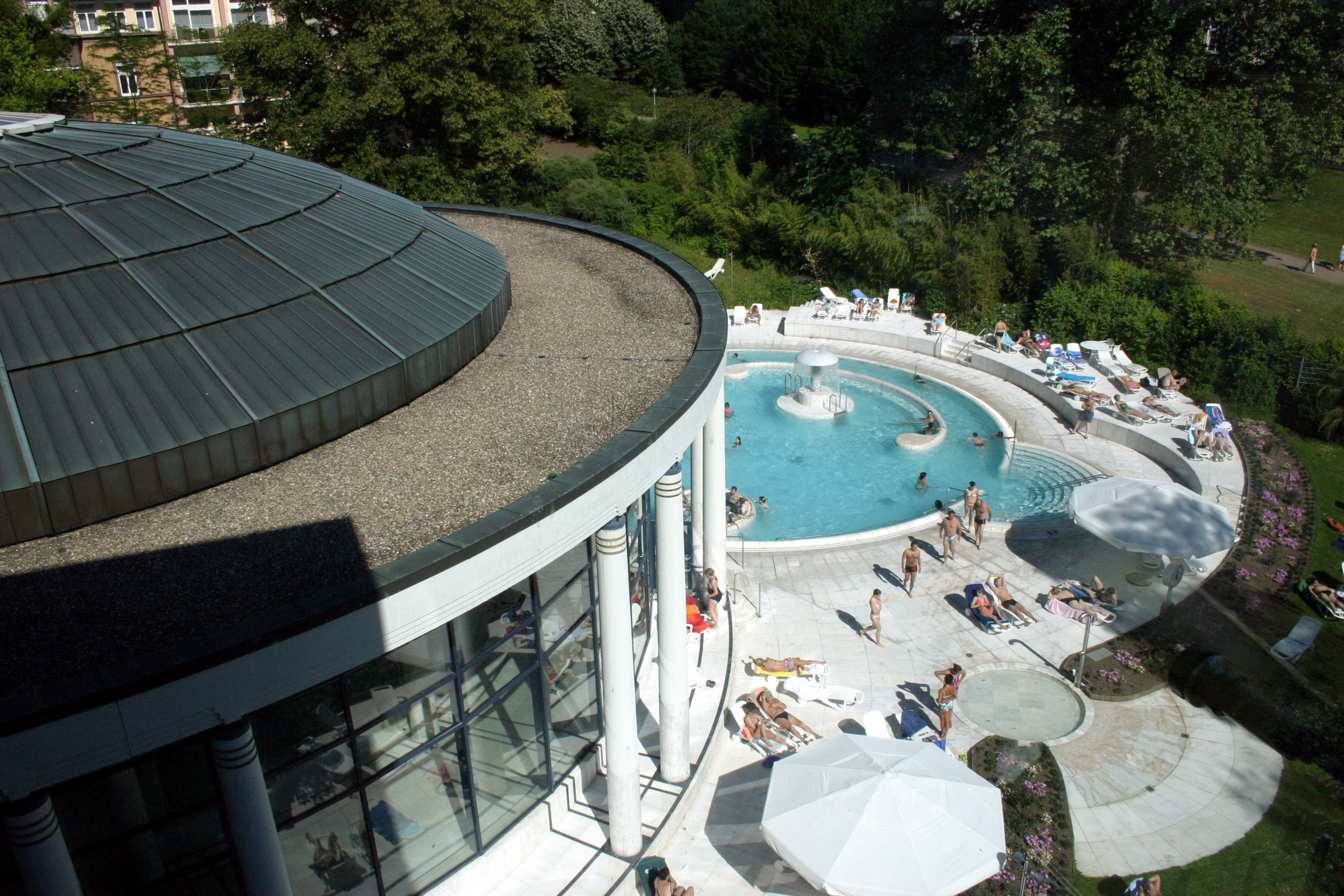
Rotunde und Außenbecken

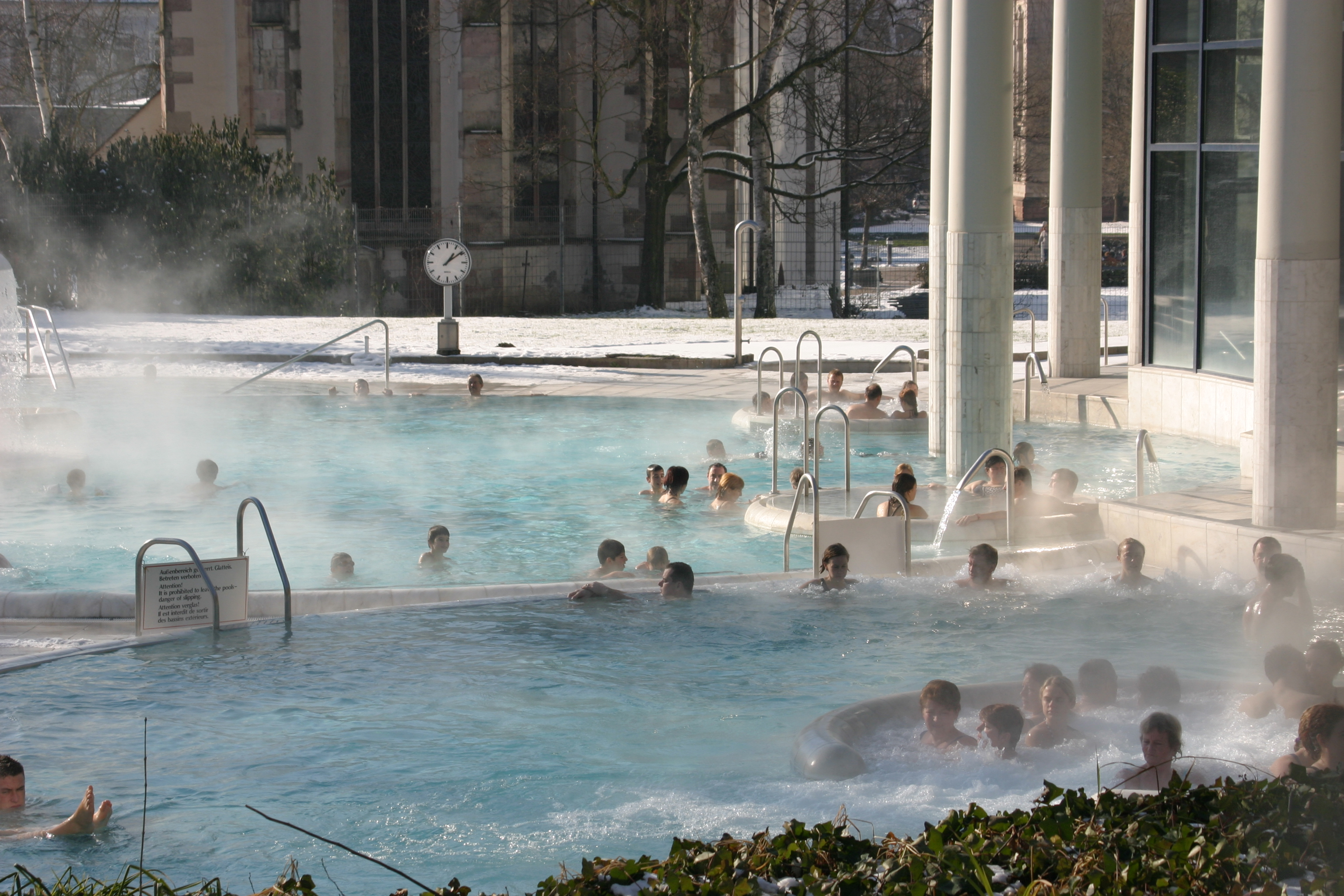
Außenbecken

Die Caracalla-Therme (Eigenschreibweise Caracalla Therme) ist ein Thermalbad in Baden-Baden. Sie ist benannt nach dem römischen Kaiser Caracalla, der um 200 n. Chr. die an den Thermalquellen entstandenen römischen Bade- und Kuranlagen erweitern ließ. Die Caracalla-Therme bezieht ihr Wasser aus dem Friedrichstollen.

## Lage
Die Caracalla-Therme liegt im Baden-Badener Bäderviertel am Rande der Altstadt im Parkgelände des Rotenbachtals und östlich des historischen Friedrichsbades. Im Osten schließt sich das Acura-Rheumazentrum Baden-Baden an. Beim Eingang steht die Spitalkirche.

## Geschichte
Im Zuge einer groß angelegten Umgestaltung des Baden-Badener Bäderviertels wurde zu Beginn der 1960er Jahre unter anderem das dem Friedrichsbad benachbarte Augustabad abgerissen. Nordöstlich davon entstand von 1963 bis 1966 nach Plänen von Rolf E. Weber als Kurmittelhaus das Neue Augustabad, ein siebengeschossiger Kubus in Stahlbeton-Skelettbauweise mit Glasfassade und Hallenbad im Dachgeschoss. Das Neue Augustabad wurde vom Publikum nur unzureichend angenommen. In den 1970er Jahren unternahm die Bäder- und Kurverwaltung verschiedene Planungen für eine neue Therme, die mit aktuellen Freizeitbädern konkurrieren konnte. So war zeitweise der Abriss des benachbarten alten Bezirksamtes und der Bau einer großzügigen Badelandschaft dahinter vorgesehen. Die 1981 in Auftrag gegebene und von 1983 bis 1985 umgesetzte Lösung nach Plänen des Freiburger Architekten Hans-Dieter Hecker integriert den Bau des neuen Augustabades, dessen oberste Geschosse zurückgebaut wurden. Daneben entstand eine Badehalle als von weißen Stahlbetonsäulen getragener Rundbau mit angegliederten runden Außenbecken und offenem Liegebereich.

## Einrichtungen und Benutzung
Die Caracalla-Therme richtet sich als Wellness-Anlage vor allem an Freizeitpublikum, wenn auch die gesundheitlichen Vorzüge eines Aufenthalts im Thermalbad und medizinische Indikationen benannt werden. Aquagymnastik wird angeboten. Kinder unter 7 Jahren dürfen die Therme nicht, von 7 bis 14 Jahren nur in Begleitung Erwachsener betreten.
Sie verfügt auf zwei Etagen über ungefähr 900 m² Wasserfläche in mehreren Thermalwasseraußen- und Innenbecken mit verschiedenen Temperaturgraden. Außerdem gibt es einen Strömungskanal, Sprudelbänke und Massagedüsen in den Thermalbecken, Hot-Whirlpools, Solarien und Fitness-Studios, sowie eine textilfreie Saunalandschaft. Dampfbäder finden sich im „textilen“ und „textilfreien Bereich“. Im Frühjahr 2009 wurde die Therme um einen Wellnessbereich erweitert.
Innerhalb des Bades gibt es einen kleinen Gastronomiebereich.